# País Perplex

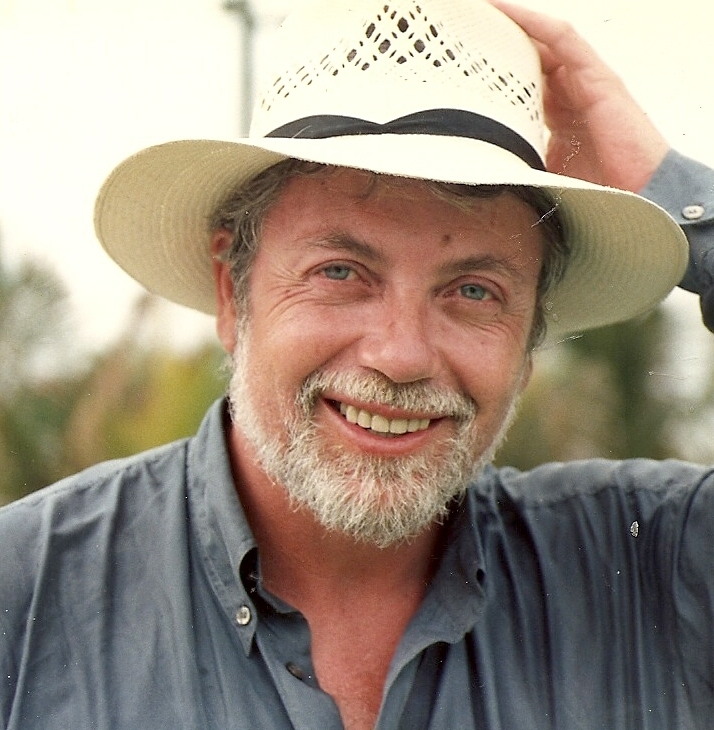
Josep Vicent Marquès, autor de l'obra

País Perplex, subtitulat Notes sobre la ideologia valenciana, és un assaig escrit per Josep Vicent Marquès en 1973, que guanyà el Premi Joan Fuster d'assaig en els II Premis Octubre, i que fou publicat en 1974 en el número 17 de la sèrie "la unitat" de l'editorial Tres i Quatre.
El llibre analitza la societat valenciana i, explicant allò que l'autor qualifica de "deformacions" de la mentalitat col·lectiva valenciana (com el folklorisme), arriba a la conclusió que estes actituds amagarien darrere un conflicte nacional, que en última instància justificaria l'aparició del nacionalisme valencià. En el llibre també s'analitzen i critiquen els discursos alternatius a la valencianitat subordinada a la idea d'Espanya. És un dels primers treballs on s'esmenen les tesis de Joan Fuster per a plantejar la possibilitat que els valencians foren, només, valencians.
Entre els conceptes que el llibre va introduir, es troba el de fosca consciència per a definir un sentiment valencianista primari, ocult i prepolític que es manifestaria en un orgull hortofructícola i una veneració per l'estètica folklòrica, i que a vegades seria utilitzat per a enfosquir una presa de consciència cívica i crítica.
En 1979 aparegué una edició ampliada, amb un nou capítol que analitzava la batalla de València que aleshores s'estava portant a terme. Marquès hi aborda la qüestió nacional valenciana des d'una òptica distanciada de l'historicisme i el cientifisme hegemònic en la generació universitària dels anys 1960 i 70 a la qual ell pertanyia. Des de postures pròximes a l'internacionalisme proletari, Marquès analitza les errades del nacionalisme d'arrel fusteriana, i alhora planteja tímidament la possibilitat d'un nacionalisme valencià que, fugint de cofoismes propis del discurs blaver, deixara de costat part del discurs políticament catalanista per a fer-se comprendre per sectors de la població amb fosca consciència.